# Etruszk korona
Az etruszk korona (Latin: corona etrusca) a capitoliumi Iuppiter Optimus Maximus  hatalmi jelképe volt, egy tömör aranyból készült, tölgyfalomb-koszorút formázó korona.
A triumphus idején a diadalmenetben a díszkocsiban ülő győztes hadvezér fején babérkoszorú volt. E fölött tartotta egy állami rabszolga az etruszk koronát, ami nem érinthette halandó ember fejét.